# Nathaniel de Rothschild
Nathaniel de Rothschild (Londra, 2 luglio 1812 – Parigi, 19 febbraio 1870) è stato un banchiere ed enologo britannico.

## Biografia
Era il quarto figlio di Nathan Mayer Rothschild, e di sua moglie, Hannah W. Cohen. Era un membro della famiglia di banchieri Rothschild d'Inghilterra, strettamente connessa alla famiglia di banchieri Rothschild di Francia.

## Carriera
Si trasferì a Parigi nel 1850 per lavorare nel settore bancario di proprietà di suo zio, James Mayer Rothschild.
Nel 1853, acquistò il Château Brane Mouton, un vigneto a Pauillac, da un banchiere parigino. Rothschild pagò 1.175.000 franchi per 65 acri di Brane-Mouton (263.000 m²) e rinominò la tenuta in Château Mouton Rothschild. Sarebbe diventato uno dei produttori più conosciuti al mondo.

## Matrimonio
Nel 1842, sposò Charlotte de Rothschild (1825-1899), figlia di James Mayer Rothschild. Ebbero quattro figli:
- Nathalie de Rothschild (1843-1843)
- James Nathan de Rothschild (1844-1881)
- Mayer Albert de Rothschild (1846-1850)
- Arthur de Rothschild (1851-1903)

Nel 1856, Nathaniel e sua moglie acquistarono la proprietà al 33 Rue du Faubourg Saint-Honoré a Parigi da Denis Decrès. Al momento era stato affittato all'ambasciata russa, ma quando il contratto di locazione è scaduto nel 1864, ristrutturarono l'edificio e ne fecero la loro residenza di città. Nel 1878, Nathaniel acquistò l'Abbazia di Vaux de Cernay a Cernay-la-Ville, in quel momento costituite da rovine di un'abbazia cistercense costruita nel 1118. Lui e sua moglie intrapresero un lungo lavoro di restauro e di ristrutturazione per convertire la proprietà in una lussuosa casa di campagna.

## Morte
Morì il 19 febbraio 1870 a Parigi.
| Controllo di autorità | VIAF (EN) 64950790 · CERL cnp00583038 · GND (DE) 124852920 |